# Evangelische Kirche (Obereisenhausen)

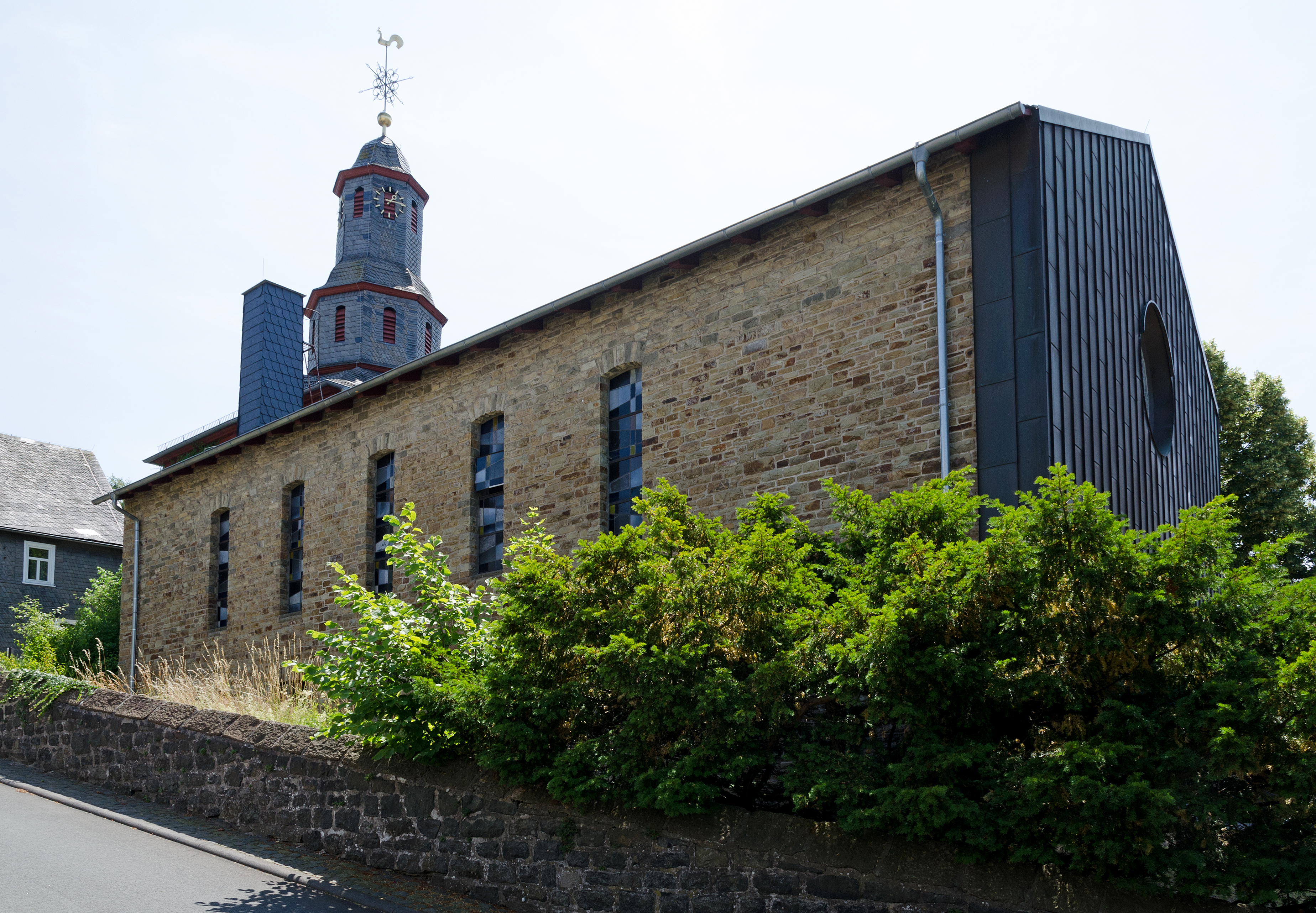
Evangelische Kirche in Obereisenhausen

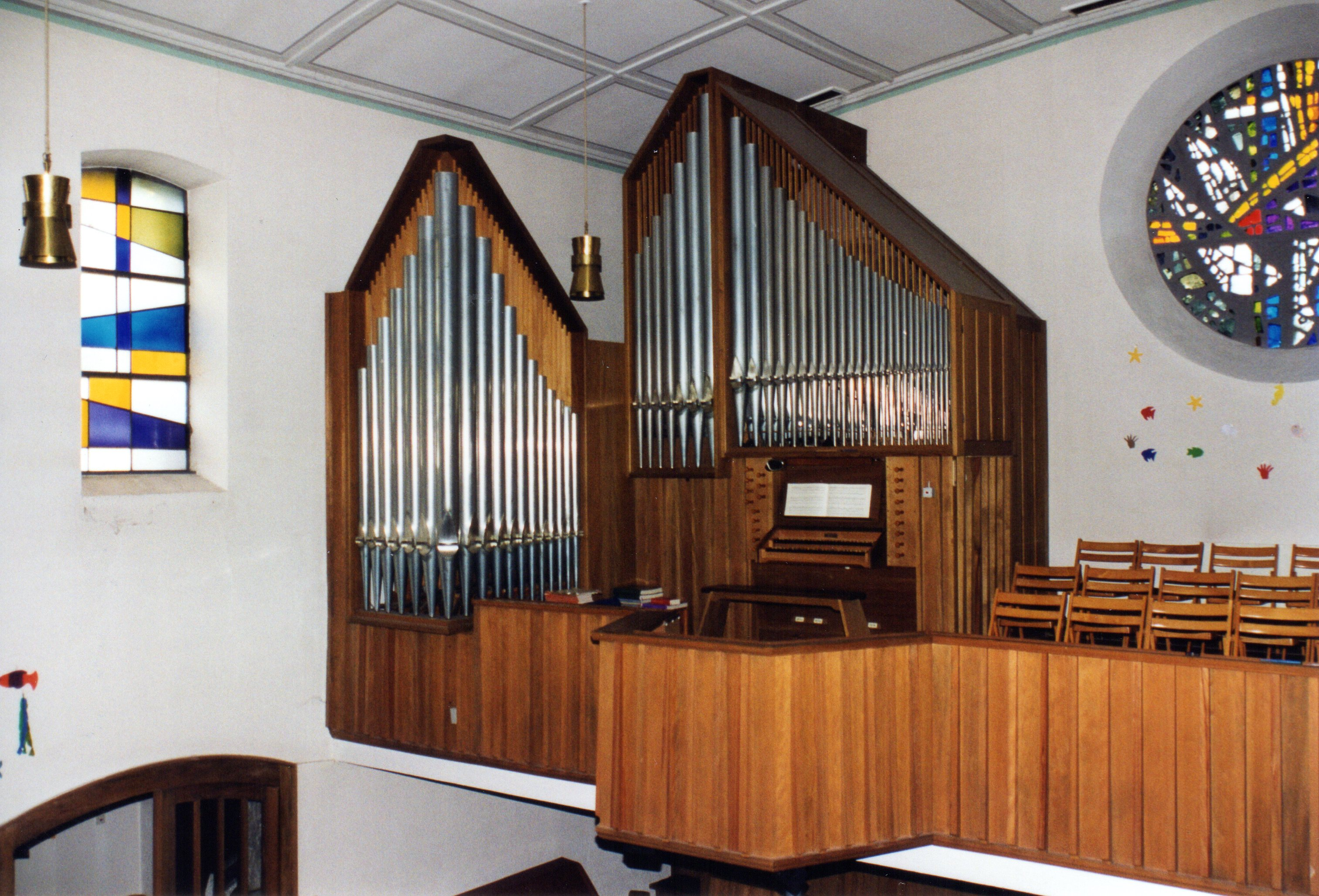
Orgelprospekt

Die evangelische Kirche Obereisenhausen ist ein denkmalgeschütztes Kirchengebäude in Obereisenhausen im Hessischen Hinterland. Die Kirchengemeinde gehört zum Dekanat Biedenkopf-Gladenbach in der Propstei Nord-Nassau der Evangelischen Kirche in Hessen und Nassau.

## Beschreibung
Der mittelalterliche Chorturm aus Bruchsteinen erhielt 1805 einen achteckigen, zylindrischen, zweistufigen Helm. Die untere Stufe beherbergt hinter den Klangarkaden den Glockenstuhl mit einer von Johannes Schirnbein 1688 gegossenen Kirchenglocke, die obere die Turmuhr. Das Kirchenschiff wurde 1955/56 erneuert. Der asymmetrische Innenraum ist mit einem flachen Tonnengewölbe überspannt. Emporen sind an der Nord- und West-Seite. Im Süden ist ein mit flachen Arkaden abgegrenztes Seitenschiff. Für den Chor schuf Hermann Tomada einen hängenden Auferstandenen und ein zweiseitiges Altarkreuz. Die abstrakten Fenster stammen von Helmut Lander. Die Orgel mit 20 Registern, 2 Manualen und einem Pedal wurde 1959 von der Förster & Nicolaus Orgelbau errichtet.